# Jean-Baptiste Meusnier Dubreuil
Jean-Baptiste Meusnier-Dubreuil (ou Meunier du Breuil) est un homme politique français né le 28 avril 1754 à Guéret (Creuse) et décédé à une date inconnue.
Il est lieutenant général du présidial de Mantes (avant 1787).
Il est élu député du tiers état du bailliage de Mantes aux États généraux de 1789 (au 4e tour).
En septembre 1792, il est accusé de « voies de fait » dans l'enceinte de l'Assemblée Nationale. Une femme, à qui il devait environ 500 livres depuis cinq ans, est allée le trouver au comité des finances de l'assemblée. « Pour se débarrasser de cette créancière, Monsieur Dubreuil lui donna quelques coups de poing, la prit à la gorge, lui déchira ses habits et tint de mauvais propos sur son compte. »
En 1795, il achète à la veuve Berville ses propriétés du Mesnil et des Granges à Juziers. Plusieurs habitants de Juziers et de Gargenville l'ayant accusé « d'avoir trafiqué des congés militaires", il est arrêté, mais nie. « L'enquête n' aboutit pas et finalement un non-lieu [met] un terme à ces accusations. »
En l'an VI, il est proche du ministère des Finances ou bien il y travaille.
Le 27 messidor an IX, sa veuve acquiert d'Anne Meun La Ferlé la terre de la Cave, commune de Beaumont-Sardolles, «magnifique propriété où Rosa Bonheur a peint son 'Labourage nivernais' ». Elle la revend le 21 nivôse an XII.